# Morti nel 304
| Questa pagina contiene informazioni ricavate automaticamente dalle voci biografiche con l'ausilio del template Bio e di un bot. L'aggiornamento è periodico e automatico e ricostruisce completamente la pagina. Se manca una persona in questa lista, sei pregato di non aggiungerla, ma accertati piuttosto che la sua voce biografica contenga il template Bio e che i dati anagrafici siano correttamente compilati. Se il template Bio manca, inseriscilo tu stesso o, in alternativa, metti l'avviso {{tmp\|Bio}} che ne segnala la mancanza. Se i dati riportati sono sbagliati, correggi direttamente la voce biografica; le modifiche saranno visibili in questa lista entro pochi giorni. Per chiarimenti vedi il progetto biografie. La lista contiene solo le 45 persone che sono citate nell'enciclopedia e per le quali è stato implementato correttamente il template Bio. Pagina aggiornata al 18 ago 2025. |

- 21 gennaio - Santa Greca, santa (n. 284)
- 22 gennaio - Vincenzo di Saragozza, santo spagnolo
- 28 gennaio - Emiliano di Trevi, vescovo e santo romano
- 24 febbraio - Sergio di Cesarea, monaco cristiano romano
- 2 maggio - Neopolo di Roma, santo
- 4 maggio - Floriano di Lorch, militare romano
- 12 maggio - San Pancrazio, santo romano (n. 289)
- 2 giugno - Eugenio di Trebisonda, santo romano
- 12 agosto - Sant'Euplio, santo romano
- 16 agosto - Sant'Ambrogio, militare romano
- 21 agosto - San Lussorio, santo romano
- 12 settembre - Serapione di Catania, santo romano
- 7 ottobre - Giustina di Padova, santa romana
- 13 ottobre - San Benedetto, militare
- 30 ottobre - Saturnino di Cagliari, santo romano (n. 285)
- 2 novembre - Vittorino di Petovio, vescovo, santo e scrittore romano (n. 250)
- 29 novembre - Saturnino di Cartagine, santo romano
- 1º dicembre - Ansano di Siena, santo romano (n. 284)
- 9 dicembre - Leocadia di Toledo, santa spagnola
- 13 dicembre - Santa Lucia, santa romana (n. 283)
- 24 dicembre - Gregorio di Spoleto, presbitero romano
- 25 dicembre - Anastasia di Sirmio, santa romana
- Sant'Abbondanzio, santo
- Afra di Augusta, santa romana
- Amelia di Gerona, santa romana
- Anisia di Tessalonica, santa greca
- Santa Crispina, romana
- Santa Devota, santa francese (n. 283)
- Doimo, vescovo romano
- Eulalia di Mérida, santa spagnola (n. 290)
- Filomena di Roma, romana
- Generoso di Ortona dei Marsi, santo
- Giuliano di Brioude, francese
- Irene di Tessalonica, santa romana
- Procolo di Verona, vescovo e santo italiano
- Prospero martire, militare e santo romano
- Restituta d'Africa, santa berbera
- Severo di Barcellona, vescovo spagnolo
- Simplicio di Olbia, vescovo italiano
- Santa Sotere, romana
- Teopempto e Teona
- Santa Veneria, romana
- Viatrice di Roma, romana
- Vittorio di León, militare romano
- Zenone di Filadelfia, militare romano